# Meteorologia
|  | No s'ha de confondre amb Metrologia. |

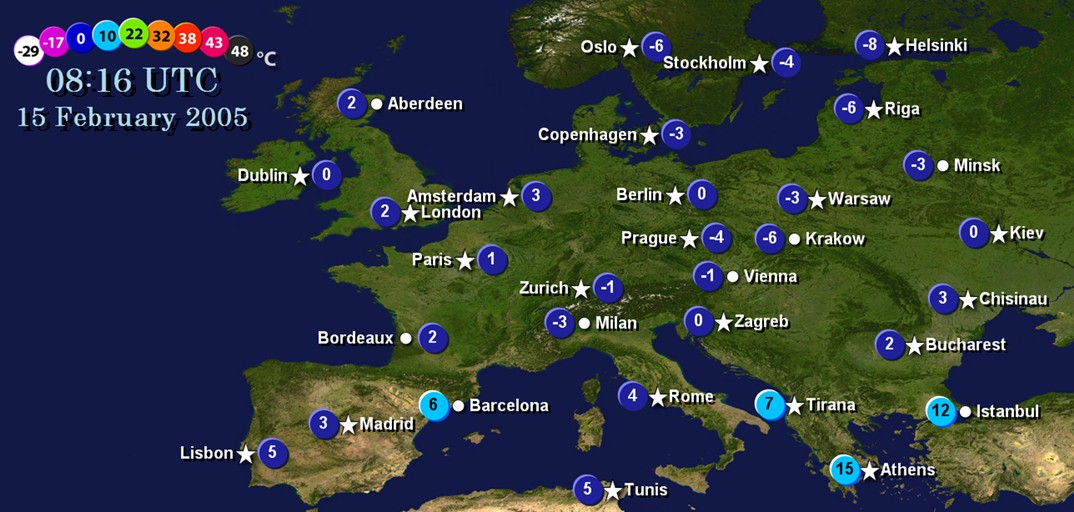
Mapa de temperatures a les 08:16 UTC del 15 de febrer del 2005

La meteorologia és la ciència que tracta l'estat del temps i dels meteors en l'atmosfera de la Terra.
Inclou l'estudi de les variacions diàries de les condicions atmosfèriques (meteorologia sinòptica), l'estudi de les propietats elèctriques, òptiques i altres de l'atmosfera (meteorologia física), l'estudi del clima, les condicions mitjanes i extremes durant llargs períodes (climatologia), la variació dels elements meteorològics prop de la terra en una àrea xicoteta (micrometeorologia) i molts altres fenòmens.
L'estudi de les capes més altes de l'atmosfera acostuma a implicar l'ús de tècniques i disciplines especials, i rep el nom d'aeronomia.
El terme aerologia s'aplica a l'estudi de les condicions atmosfèriques a qualsevol alçada.
La part de la meteorologia que estudia les tempestes s'anomena brontologia.
Cal distingir entre les condicions puntuals i la seva evolució, anomenat temps atmosfèric, i les condicions mitjanes durant un llarg període, que es coneix com a clima del lloc o regió.

## Importància de la meteorologia

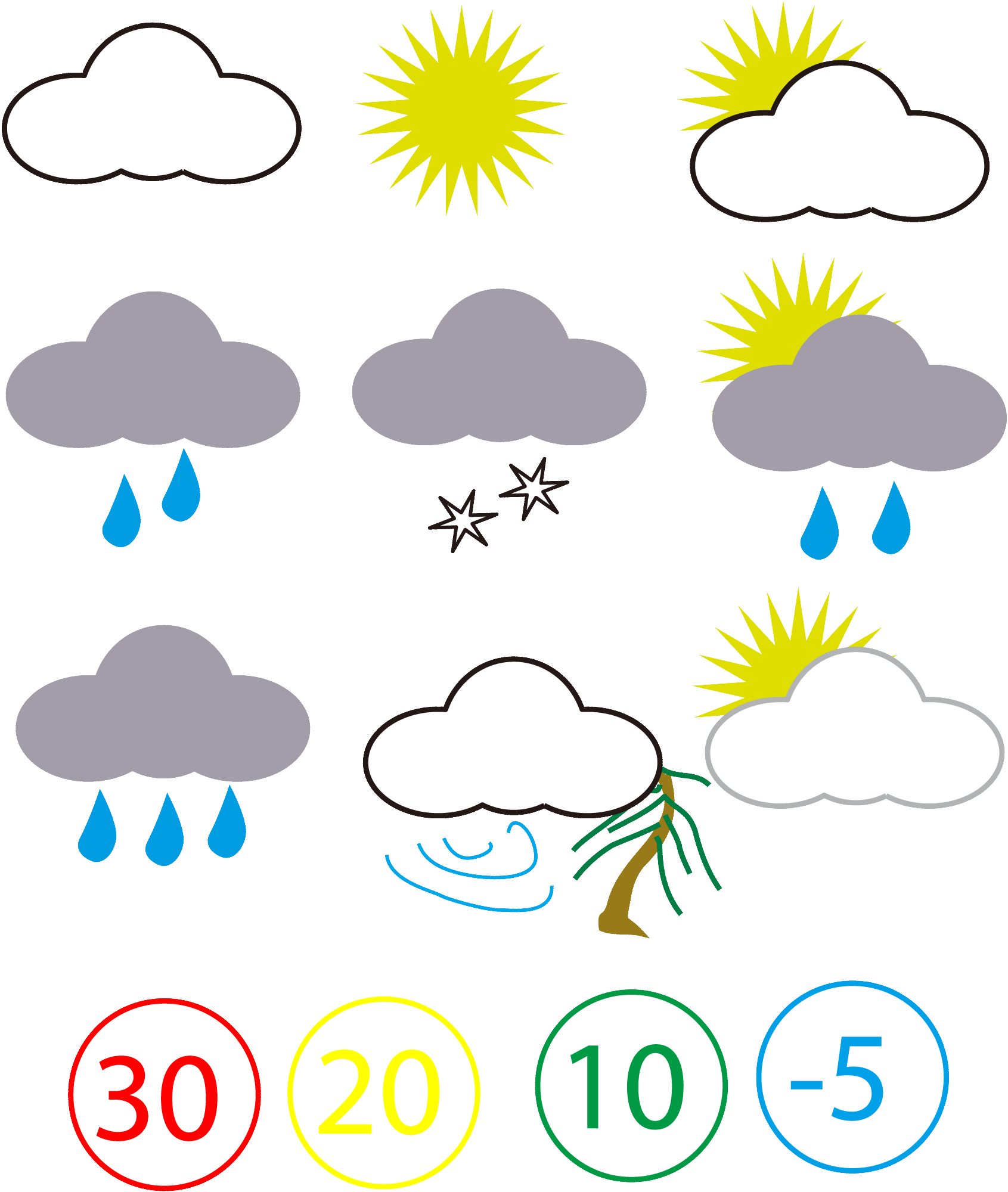
Alguns símbols usats en prediccions meteorològiques

Per mitjà de l'estudi dels fenòmens que ocorren en l'atmosfera la meteorologia tracta de definir el clima, predir el temps, comprendre la interacció de l'atmosfera amb altres subsistemes, etc.
El coneixement de les variacions climàtiques ha sigut sempre de summa importància per al desenvolupament de l'agricultura, la navegació, les operacions militars i la vida en general.
Per això des de la més remota antiguitat es té constància de l'observació dels canvis en el clima, associant el moviment dels astres amb les estacions de l'any i amb els fenòmens atmosfèrics. Els antics egipcis associaven els cicles de crescuda del Nil amb els moviments de les estreles explicats pels moviments dels déus. Els babilònics predeien el temps guiant-se per l'aspecte del cel.
És així com els sacerdots de totes les religions han intervingut com a mitjancers entre el poble necessitat i els déus, organitzant les pregàries dites rogatives. Gràcies a aquesta burocratització, se'ns ofereix avui una font d'informació de la climatologia pretèrita, de gran importància per l'estudi de l'evolució climàtica.

## Meteorologia i climatologia
La Terra està constituïda per tres parts fonamentals: una part sòlida anomenada litosfera, una altra coberta per aigua anomenada hidrosfera i una tercera, que envolta les dues anteriors, conformada per una capa gasosa anomenada atmosfera. Aquestes es relacionen entre si produint modificacions profundes a les seves característiques. La ciència que estudia aquestes característiques, les propietats i els moviments de les tres capes fonamentals de la Terra, és la geofísica. En aquest sentit, la meteorologia és una branca de la geofísica que té per objecte l'estudi detallat de l'embolcall gasós de la Terra i els fenòmens que hi passen.
Cal distingir entre les condicions actuals i la seva evolució (la qual cosa constitueix el temps atmosfèric) i les condicions mitjanes durant un llarg període (que es coneix com a clima d'un lloc o una regió). En aquest sentit, la meteorologia és una ciència auxiliar de la climatologia, ja que les dades atmosfèriques obtingudes en múltiples estacions meteorològiques durant molt de temps s'usen per definir el clima, predir el temps, comprendre la interacció de l'atmosfera amb altres subsistemes, etc. El coneixement de les variacions meteorològiques i l'impacte de les mateixes sobre el clima ha estat sempre de summa importància per al desenvolupament de l'agricultura, la navegació, les operacions militars i la vida en general.

## Fenòmens atmosfèrics
Els fenòmens atmosfèrics o meteors es poden classificar en:
- Aeris, com el vent.
- Aquosos, com la pluja, la neu i el pedra
- Lluminosos, com l'aurora boreal o l'arc iris
- elèctrics, com el llamp.

La pressió, la temperatura i la humitat són els factors climàtics fonamentals en l'estudi de l'oratge i en la predicció del temps. La temperatura, sotmesa a nombroses oscil·lacions, es troba condicionada, entre altres múltiples factors, per la latitud i per l'altura sobre el nivell del mar.

## Història de la meteorologia

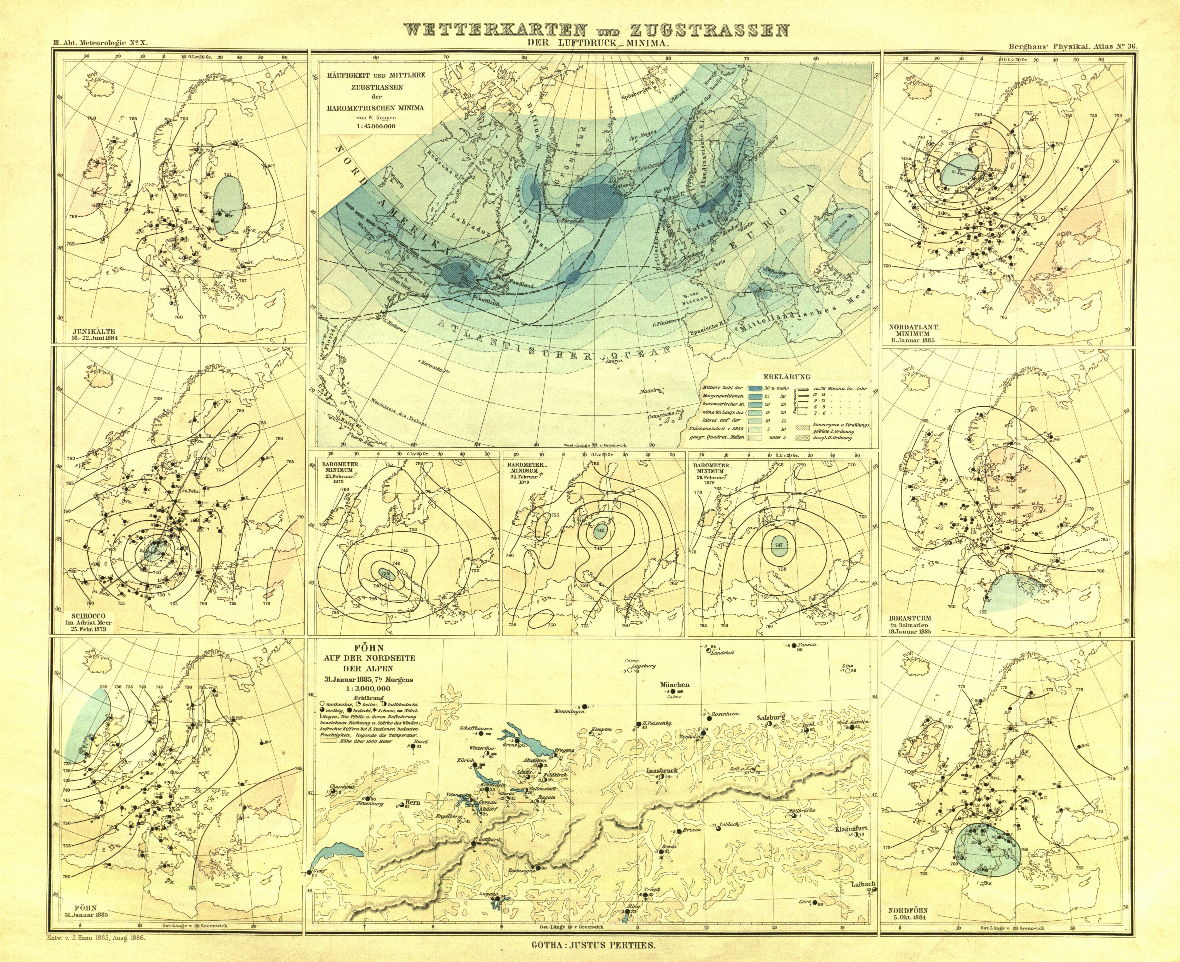
Atles meteorològic de 1887.

Des de l'antiguitat més remota es té constància de l'observació dels canvis a l'atmosfera i d'altres components associats amb el moviment dels astres, amb les estacions de l'any i amb fenòmens relacionats. Els antics egipcis associaven els cicles de crescuda del Nil amb els moviments de les estrelles explicats pels moviments dels déus, mentre que els babilonis predeien el temps guiant-se per l'aspecte del cel. Però el terme «meteorologia» prové de Meteorologica, títol del llibre escrit al voltant de l'any 340 aC per Aristòtil, qui presenta observacions mixtes i especulacions sobre l'origen dels fenòmens atmosfèrics i celestes. Una obra similar, titulada Llibre de les senyes, va ser publicada per Teofrast, un alumne d'Aristòtil; se centrava en la mateixa observació dels fenòmens més que en la previsió del temps.
Els progressos posteriors al camp meteorològic es van centrar que nous instruments, més precisos, es desenvolupessin i posessin a disposició. Galileo Galilei va construir un termòmetre el 1607, seguit de la invenció del baròmetre per part d'Evangelista Torricelli el 1643. El primer descobriment de la dependència de la pressió atmosfèrica amb relació a l'altitud va ser realitzat per Blaise Pascal i René Descartes; la idea ser a continuació aprofundida per Edmund Halley. L'anemòmetre, que mesura la velocitat del vent, va ser construït en 1667 per Robert Hooke, mentre que Horace de Saussure completa l'elenc del desenvolupament dels més importants instruments meteorològics en 1780 amb l'higròmetre a cabell, que mesura la humitat de l'aire. Altres progressos tecnològics, que són coneguts principalment com a part del progrés de la física, van ser la investigació de la dependència del volum del gas sobre la pressió, que condueix a la termodinàmica, i el experiment de Benjamin Franklin amb el cometa i el llamp. Franklin va ser així mateix el primer a registrar de manera precisa i detallada les condicions del temps en base diària, així com a efectuar previsions del temps sobre aquesta base.

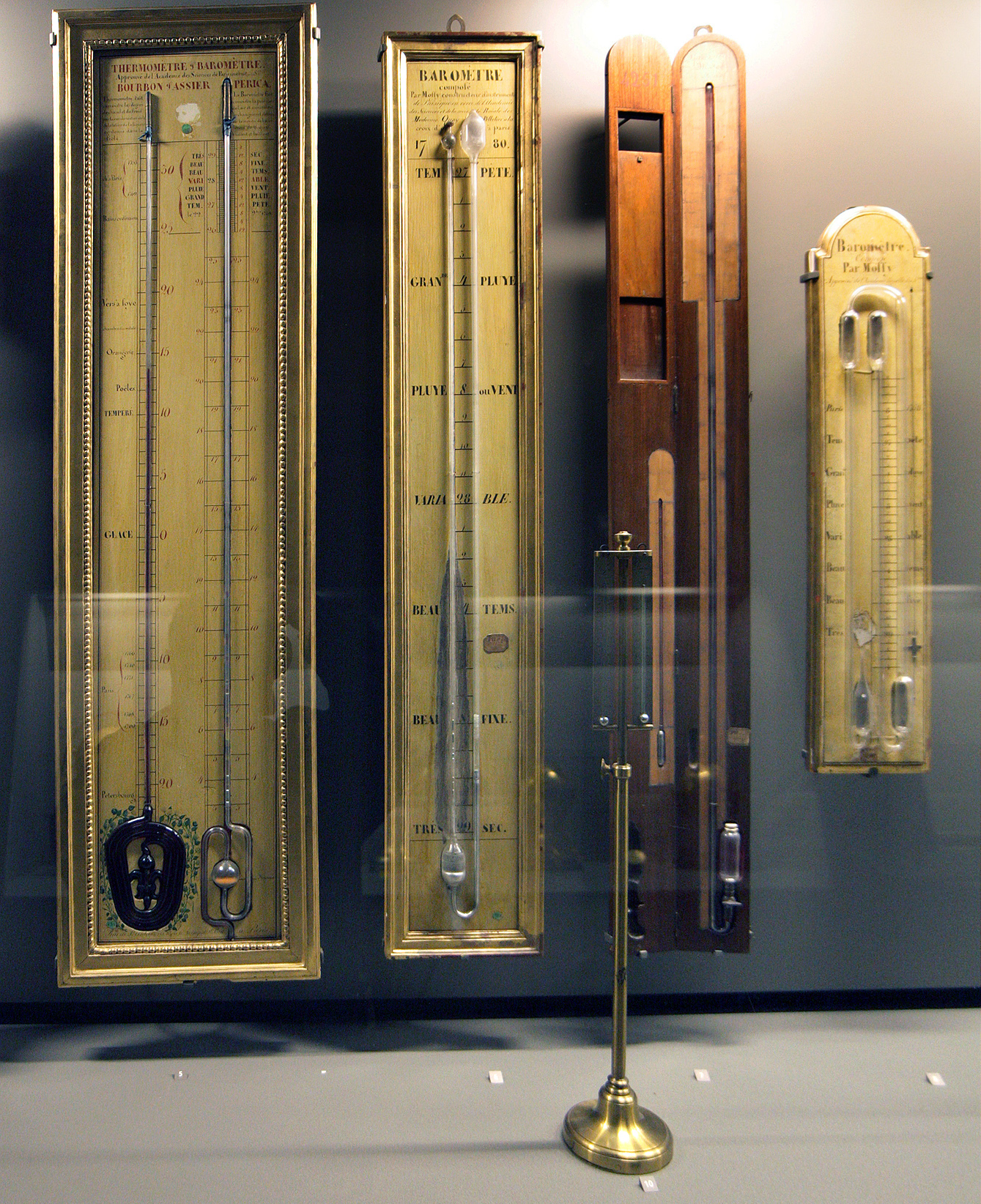
Antics baròmetres.

El primer a definir de manera correcta la circulació atmosfèrica global va ser George Hadley, amb un estudi sobre els vents alisis efectuat en 1735. En els inicis, aquesta va ser una comprensió parcial de com la rotació terrestre influeix en la cinemàtica dels fluxos d'aire. Més tard (en el segle xix), va ser compresa la plena extensió de la interacció a llarga escala després de la força del gradient de pressió i la deflexió causada per l'efecte de Coriolis, que en forma conjunta donen origen al complex moviment tridimensional del vent. La força de deflexió deu el nom Gaspard Gustave de Coriolis, qui en una publicació del 1835 va descriure els resultats d'un estudi sobre l'energia produïda per la màquina amb parts en rotació, com la ruta de l'aigua dels molins. En 1856, William Ferrel va hipotetitzar l'existència d'una «cèl·lula de circulació» en latituds mitjanes, en les quals l'aire es deflecta per la força de Coriolis creant els principals vents dels oests. L'observació sinòptica del temps atmosfèric era encara complexa per la dificultat de classificar certes característiques climàtiques com els núvols i els vents. Aquest problema va ser resolt quan Luke Howard i Francis Beaufort van introduir un sistema de classificació dels núvols (1802) i de la força del vent (1806), respectivament. El veritable punt de canvi va ser la invenció del telègraf el 1843, la qual cosa va permetre començar a intercanviar informació sobre el temps meteorològic a velocitats inigualables.

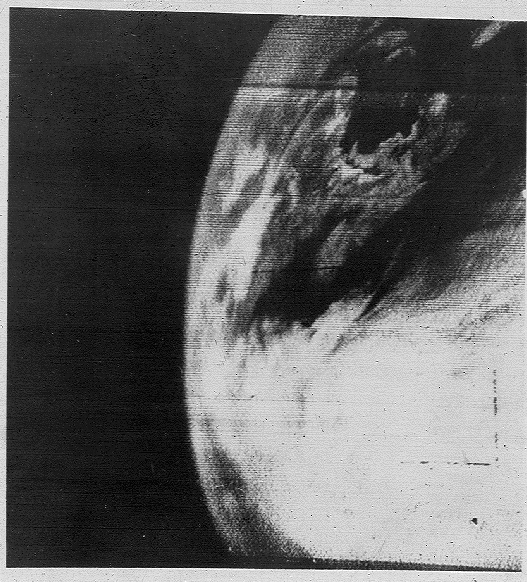
La primera imatge televisiva de la Terra vista des de l'espai presa des del satèl·lit TIROS-1.

A inicis del segle xx, els progressos en la comprensió de la dinàmica atmosfèrica van portar al naixement de la previsió del temps duta a terme a partir de càlculs matemàtics. El 1922, Lewis Fry Richardson va publicar Weather prediction by numerical process, que descrivia com eliminar les variants menys importants de les equacions de la dinàmica de fluids que regulaven els fluids atmosfèrics, permetia trobar fàcilment solucions numèriques, tot i que el nombre dels càlculs necessaris era molt gran. En el mateix període, un grup de meteoròlegs noruecs conduït per Vilhelm Bjerknes va desenvolupar un model per explicar la generació, la intensificació i la dissolució dels ciclons en nivells mitjans de l'atmosfera, introduint la idea del front meteorològic i de les subdivisions de les masses d'aire. El grup incloïa a Carl-Gustaf Rossby (que va ser el primer a explicar el flux atmosfèric a gran escala en termes de fluidodinàmica), Tor Bergeron (el primer a comprendre el mecanisme de formació de la pluja) i Jacob Bjerknes.
Als anys 1950, els experiments de càlcul numèric amb ordinador van mostrar ser factibles. La primera previsió del temps realitzada amb aquest mètode feia servir models barotròpics (és a dir, representaven l'atmosfera com una única capa) i podia preveure amb èxit els moviments a gran escala de les ones de Rossby. En els anys 1960, la naturalesa caòtica de l'atmosfera va ser compresa per Edward Lorenz, fundador del camp de la teoria del caos. Els avenços matemàtics obtinguts en aquest camp van ser represos per la meteorologia i van contribuir a estabilitzar el límit de predictibilitat del model atmosfèric.

### Models climàtics

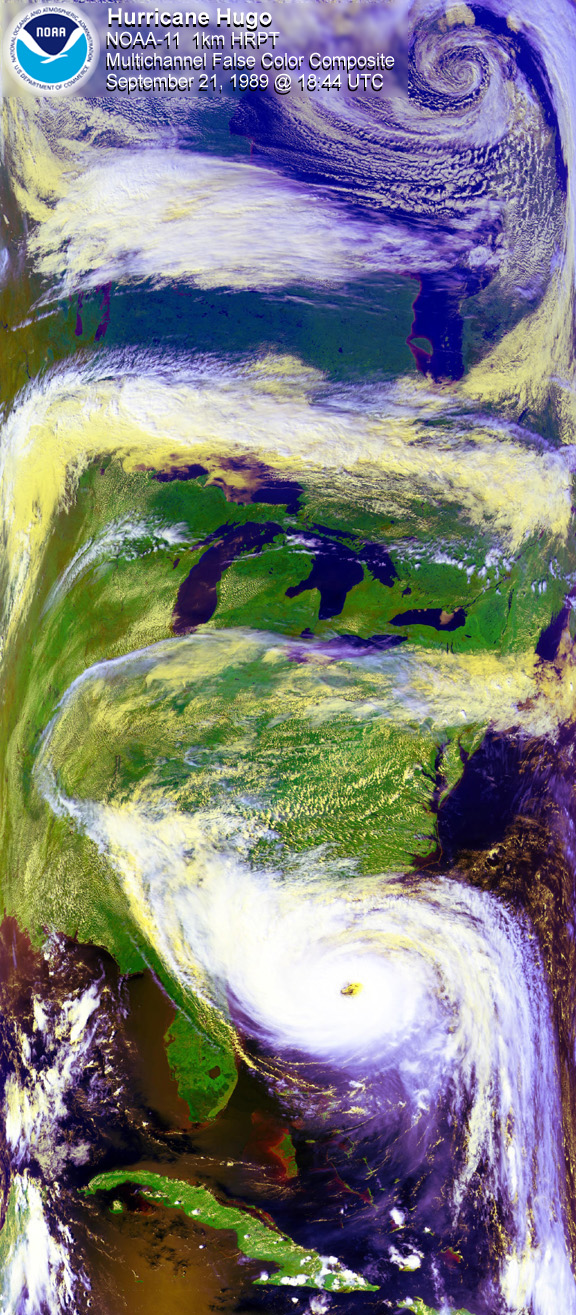
Imatge satelital del Huracà Hugo.

En els anys recents, s'han desenvolupat models climàtics a alta resolució, utilitzats per estudiar els canvis a llarg termini, sobretot l'actual canvi climàtic. No obstant això, cal ser curosos en aquest sentit: el clima és la mitjana estadística a llarg termini de les dades meteorològiques obtingudes en estacions meteorològiques ubicades en una zona determinada que presenten característiques similars i que defineixen un clima determinat. Això es fa en tot tipus climàtics de tot el món. Però aquests tipus climàtics no es poden condensar en determinats models perquè les variacions a llarg termini d'aquests han de ser obtingudes a posteriori d'aquestes variacions produïdes a llarg termini. Dit en altres termes: la informació meteorològica obtinguda en multitud d'estacions meteorològiques de tot el món serveix, de manera inductiva, per establir les característiques climàtiques amb les seves variants a tota la superfície terrestre i una vegada les obtenim podem estudiar els canvis climàtics ocorreguts el passat fins al moment en què s'analitzen, però no podríem fer servir aquesta informació cap al futur perquè la meteorologia i la climatologia treballen a escales diferents, com assenyala una institució científica tan curosa en les seves anàlisis com és la NASA en assenyalar la possible relació existent entre la crua onada de fred a Europa i Amèrica del Nord en els primers tres mesos de 2014 (amb extrems de temperatures tan baixes que mai no s'havien registrat en molts llocs) i els models climàtics que ens parlen d'un escalfament global al si de l'atmosfera.
Així, a l'anàlisi feta per la NASA de l'onada de fred tan intensa que ha viscut l'hemisferi nord (Europa i Amèrica del Nord) s'assenyala que hem de ser molt prudents a l'hora d'especular la relació entre meteorologia i climatologia ja que dues ciències operen en escales de temps diferents. En aquesta anàlisi s'assenyala que:
| « | In the United States, the cold spell generated public debate about whether such events disprove global warming or if, in fact, they are exacerbated or caused by it. However, most climate scientists and meteorologists are wary of drawing such connections between climate and weather, which operate on different time scale. | Als Estats Units, l'onada de fred (es refereix a la de començaments de l'any 2014) ha generat un debat públic sobre el temps meteorològic i sobre si aquests esdeveniments meteorològics d'intens fred tiren a terra la idea de l'escalfament global o si, a efecte, l'han exacerbat o fins i tot causat per aquesta idea. No obstant això, la majoria de científics del clima i meteoròlegs són molt curosos en inferir aquestes connexions entre temps i clima, les quals operen en diferents escales temporals. (del comentari als mapes elaborats per la NASA a l'article What Goes Around Comes Around, del 10 de gener de 2014). | » |

### El progrés de la meteorologia en els darrers temps (seglexxi)
El desenvolupament tecnològic obtingut en el perfeccionament d'instruments i aparells de detecció i processament de dades ha revolucionat la ciència de la meteorologia, especialment pel que fa a l'ús dels satèl·lits meteorològics, avions dels anomenats caçahuracans, drons amb finalitats també meteorològiques, satèl·lits que recullen informació sobre els corrents marins, temperatura superficial de mars i oceans i, sobretot la recopilació, processament de dades i projecció i pronòstics meteorològics. Per descomptat, tots aquests avenços es van iniciar en les últimes dècades del segle xx (recordem el que va significar el llançament del satèl·lit artificial TIROS I (Television Infra-Red Observation Satellite) el 1960, però això no va ser sinó el punt de partida d'una nova era, que ha deixat molt enrere l'estat de la ciència (en aquest cas de la meteorologia) que segueix difonent-se a les escoles i a la bibliografia especialitzada. I no només ens anem quedant enrere al camp de la formació científica i tècnica, sinó també als programes de recerca i desenvolupament, encara que en això darrer hi hagi una gran diversitat de situacions a escala mundial.